# Земли венгерской короны
Земли венгерской короны (венг. A Magyar Szent Korona Országai) — титулярное выражение венгерских притязаний на различные территории, которыми король Венгрии правил номинально или абсолютно.
Они отличаются от земель короны Святого Иштвана, которые были составной частью Австро-Венгрии после Австро-венгерского компромисса 1867 года и до распада империи в 1918 году в конце Первой мировой войны.

## Средние века
Во время династического кризиса в Хорватии в 1091 году вергерский король Ласло I Святой при поддержке местной хорватской знати, быстро захватил власть в северных частях Хорватского королевства (Славония). Он претендовал на хорватский престол, так как его сестра была женой покойного короля Звонимира, умершего без наследника (сын Радован умер раньше). Тем не менее, королевская власть над всей Хорватией была установлена лишь при его преемнике Кальмане I. В 1102 году при правлении короля Кальмана Королевство Хорватия вступило в династическую унию с Королевством Венгрия. Поэтому венгерские короли с тех пор носили дополнительный титул «Король Хорватии и Далмации». Институты отдельной хорватской государственности сохранялись в виде Сабора (собрания хорватской знати) и Бана (наместника). Характер этих отношений со временем изменялся, но в целом Хорватия сохраняла большую степень внутренней автономии, в то время как реальная власть находилась в руках местной знати.
В 1136 году король Бела II впервые вторгся в Боснию и начал многолетние попытки подчинения Боснии венгерской короне. Хотя она и считалась частью земель венгерской короны, Боснийский банат был де-факто независимым государством большую часть своей истории.
В 1137 году король Бела II принял титул «Король Рамы» (лат. Rex Ramae), чтобы обозначить своё господство над Боснией (от названия реки Рама), и его преемники также носили этот титул. Он также учредил низший титул «Герцог Боснии», который был присвоен его взрослому сыну, будущему королю Ласло II.
После того как Стефан Неманя и его сын Вукан Неманич присягнули на верность королю Эмерику, тот принял титул Короля Сербии (лат. Rex Serviae) в 1202 году.
Галицкое княжество было присоединено к землям венгерской короны при короле Андраше II, который принял титул «Короля Галиции». Последующие короли обычно носили немного видоихменённый титул «Король Галиции и Лодомерии», где «Лодомерия» обозначала город Владимир (ныне на территории Украины).
Бела IV способствовал христианским миссиям среди языческих куманов и в 1228 году учредил епархию Кумании, подчинённую Эстергомской архиепархии. Местные вожди признали его сюзеренитет, и он принял титул «Король Кумании» (лат. Rex Cumaniae) в 1233 году.
Король Иштван V завоевал территории в Болгарии, принял местных дворян в вассалы и с тех пор носил титул «Король Болгарии».

## Появление трёх венгерских королевств
В период с 1526 по 1541 год Венгрия распалась на части, подконтрольные Габсбургам, Османам и Трансильвании. С XVI века Королевская Венгрия, Хорватия и Трансильвания считались тремя regna короны, отдельными от османской Венгрии. Эти земли имели определённые связи между собой, но становились всё более автономными со временем.
В XVIII веке земли венгерской короны включали королевства Венгрия, Хорватия и Славония с городом Фиуме, Великое княжество Трансильвания, Хорватскую военную границу, Славонскую военную границу и сербско-венгерские военные границы.
Галиция была приобретена Габсбургами от имени венгерской короны, но не была включена в Венгрию.
Во время венгерской революции 1848 года венгерское правительство провозгласило в апрельских законах 1848 года полное включение Трансильвании в состав Венгрии. Однако после поражения революции Мартовская конституция Австрии определила Трансильванию как отдельную коронную землю, полностью независимую от Венгрии.
В 1867 году два regna короны — Трансильвания и Венгрия — были воссоединены в результате Австро-венгерского компромисса. Однако Королевство Хорватия и Славония сохранило и укрепило своё положение как автономное королевство в составе земель короны Святого Иштвана. В 1881 году хорватская и славонская военные границы были упразднены и объединены с Хорватией-Славонией.
После Первой мировой войны Трансильвания была передана Румынии, а Хорватия (включая Славонию) вошла в состав Государство словенцев, хорватов и сербов (1 декабря 1918 года объединилось с Королевством Сербия, образовав Королевство сербов, хорватов и словенцев). Город Фиуме стал краткоживущим Свободным государством Фиуме, а в 1924 году был передан Италии. Территории южновенгерских комитатов в Банат, Бачке и Баранье (запад Темешского, Торонтальского, Бач-Бодрошского и Бараньского комитатов) в составе провинции Банат, Бачка и Баранья вошли в состав Королевства сербов, хорватов и словенцев.